# NGC 6213
NGC 6213 (другие обозначения — MCG 10-24-30, ZWG 299.17, PGC 58778) — спиральная галактика (Sa) в созвездии Дракон.
Этот объект входит в число перечисленных в оригинальной редакции «Нового общего каталога».